# بامبالي
بامبالي هي قرية سنغالية في إقليم كازامانس. ولد فيها اللاعب ساديو ماني.